# Caslano
Caslano je obec ve švýcarském kantonu Ticino, okresu Lugano. Žije zde přibližně 4 400 obyvatel.

## Geografie
Obec leží v nadmořské výšce 275 metrů u Luganského jezera, nedaleko ústí řeky Magliasina a 3 km východně od stanice Ponte Tresa na trati Ponte Tresa – Lugano. Nejvyšším bodem poloostrova je Monte Caslano v nadmořské výšce 526 m. Území obce zahrnuje pravý břeh ústí Magliasiny, přičemž staré centrum na břehu jezera se opírá o Monte Caslano (zvanou také Sassalto).
Sousedními obcemi jsou Pura a Magliaso na severu, Collina d’Oro na východě, Brusimpiano (v Itálii) na jihu a Tresa na západě.

## Historie

Letecký pohled (1919)

První zmínka o obci pochází z roku 1126 a jmenuje se Castellano. Podle tradice vznikla na místě římského opevnění, o jehož existenci svědčí starý pomístní název Castellano, který se používal až do 18. století, a kompaktní struktura kdysi opevněného centra obce. K obci patří vesnice Magliasina a Torrazza. Druhá jmenovaná byla obci definitivně přidělena po urputných bojích s obcí Lavena Ponte Tresa ve smlouvě z Varese z roku 1604 mezi švýcarskými konfederáty a milánským vévodstvím.

## Obyvatelstvo

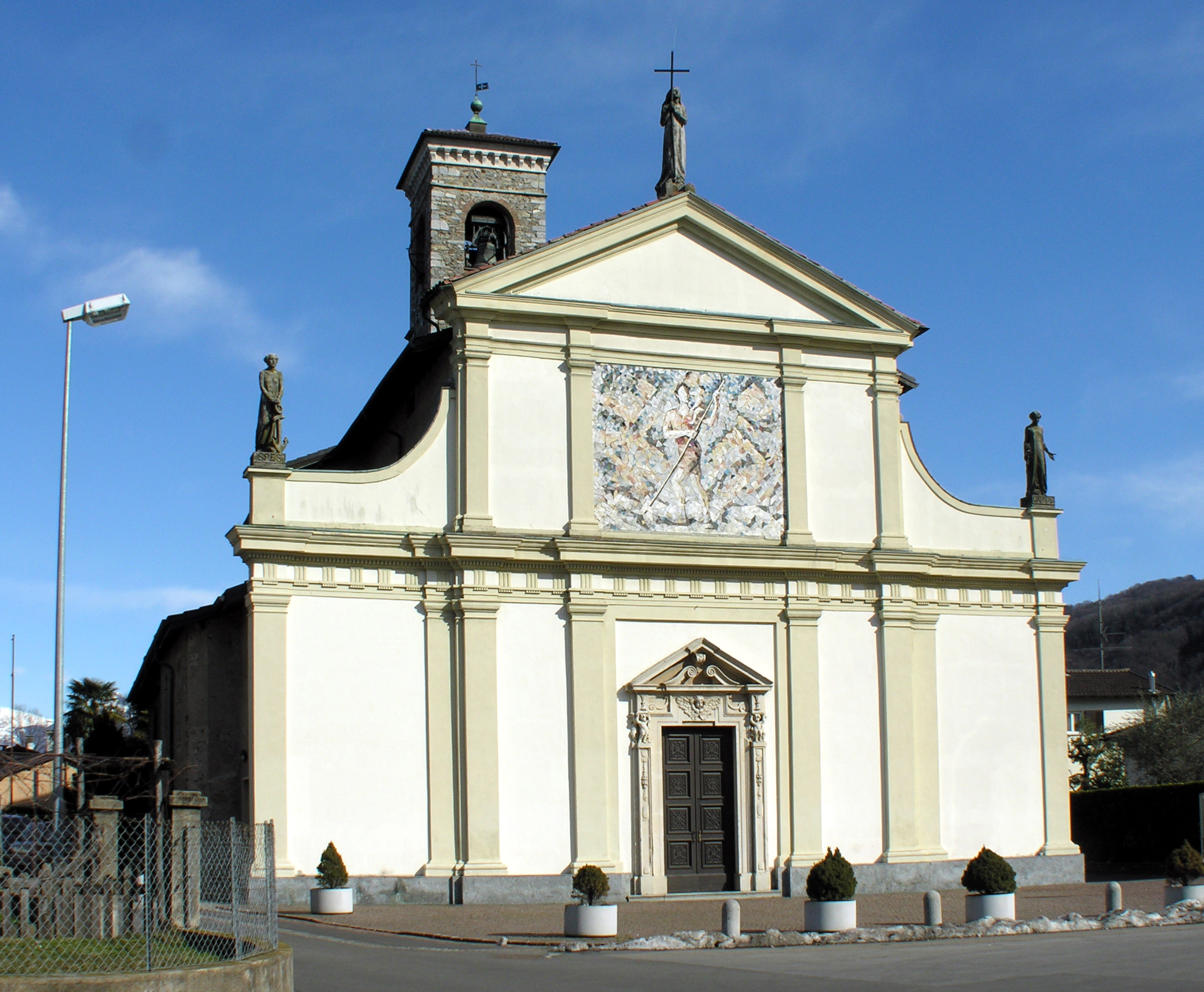
Kostel

| Rok            | 1801 | 1850 | 1900 | 1950 | 1970 | 1990 | 2000 | 2010 | 2015 | 2020 |
| Počet obyvatel | 494  | 690  | 651  | 898  | 1489 | 2949 | 3495 | 3998 | 4339 | 4327 |

## Turismus a doprava
Obec žije především z cestovního ruchu. Caslano má malebné staré centrum obce u Luganského jezera, které láká řadu turistů. Obec je napojena na veřejnou dopravu železniční tratí Lugano – Ponte Tresa. V obci se nachází golfové hřiště, vstup je v sousední obci Magliaso. Zástavba obcí Ponte Tresa, Caslano a Magliaso je velmi hustá a postupně splynula; že hranice obcí jsou tak sotva rozeznatelné.
Za účelem podpory cestovního ruchu v regionu byla 31. července 1935 v Caslanu založena regionální turistická asociace Associazione Turistica Malcantonese. Sdružuje 27 obcí.

## Osobnosti
- Carlo Maria Giulini (1914–2005), italský dirigent, žil v Caslanu
- Roque Máspoli (1917–2004), uruguayský fotbalista, syn emigrantů z Caslana